# Van Doniakerk
De Van Doniakerk is een in gotische stijl gebouwde hervormde kerk, gelegen in de oude kern van de Friese plaats Makkum.

## Geschiedenis
De kerk werd in 1660 gebouwd en verving de eerder afgebroken Sint-Maartenskerk op deze plaats. De toren was acht jaar eerder gebouwd en behoorde nog bij de oude kerk. Na de afbraak van deze kerk bleef de toren staan en werd de nieuwe kerk er tegenaan gebouwd. De kerk ligt op de gelijknamige Sint-Maartensterp in de oude agrarische dorpskern van Makkum. Later breidde de plaats zich verder naar het zuiden uit en kwam het centrum te liggen in het bij Makkum gevoegde Statum, bij de sluis naar de vroegere Zuiderzee in de vaarroute naar Bolsward.
De oorspronkelijke ingang van de kerk bevond zich in de toren aan de westzijde. In 1887 werd er een nieuwe ingang in het koor aan de oostzijde van de kerk gemaakt. In de gedrongen kerktoren, met drie geledingen en een ingesnoerde spits, hangt een door Johannes Nicolaus Derck in 1770 gegoten klok. Op de toren staat een windvaan in de vorm van een zeepaardje. In de kerk zijn nog veel herinneringen bewaard gebleven aan het adellijke geslacht Donia, waarvan leden zich hebben ingespannen voor de bouw van de kerk. Diverse delen van het kerkinterieur, waaronder de preekstoel, zijn vervaardigd in de 17e eeuw.
In de kerk bevindt zich een grafzuiltje voor de dichteres Cynthia Lenige (1755-1780), lid van het dichtgenootschap Kunst kweekt het menschelijk geluk. Naar haar is in Makkum een straat genoemd. In de muur van de kerk, onder het orgel, is een grafsteen aangebracht voor haar vader Dirk Lenige (1722-1798), een van de eerste Friese dichters van sonnetten.
Het orgel dateert uit 1848 en is gemaakt door de orgelbouwer Carl Friedrich August Naber uit Deventer. Restauraties kwamen gereed in 1906 door Van Dam, in 1956 door Van der Bliek en in 1978 door Bakker & Timmenga. Het orgel onderging daarbij geen grote wijzigingen. Het mechanische sleeplade-instrument met hoofdwerk en bovenwerk heeft achttien registers, twee manualen en een aangehangen pedaal.
De kerk werd gerestaureerd in de jaren vijftig van de 20e eeuw. Het in 1913 in de toren geplaatste uurwerk, afkomstig uit de kerk van Cornwerd en vervaardigd in 1616, werd bij deze restauratie verwijderd. Na de restauratie van de toren in 1982 werd dit torenuurwerk uit 1616 weer teruggeplaatst.

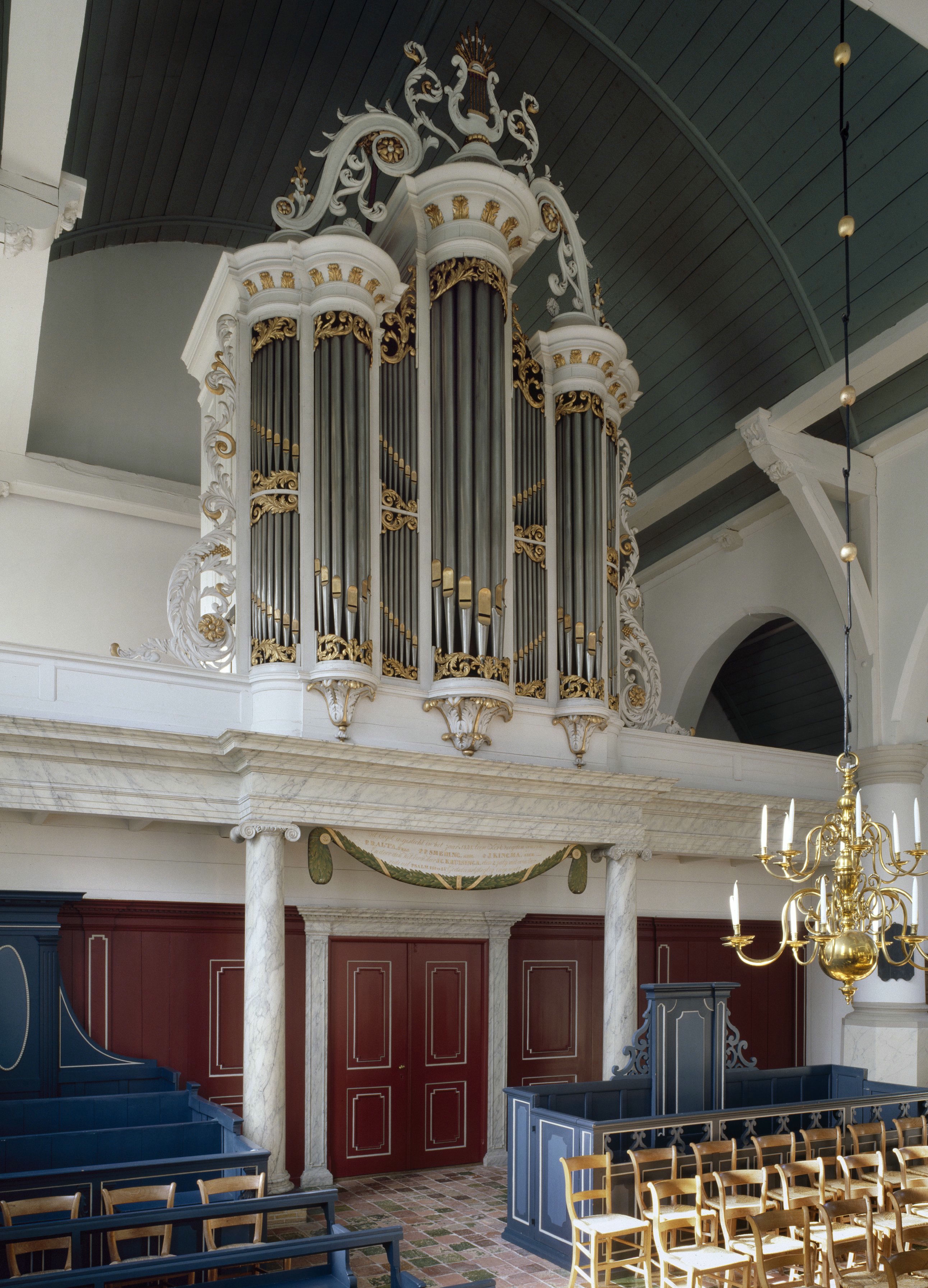
Interieur met orgel
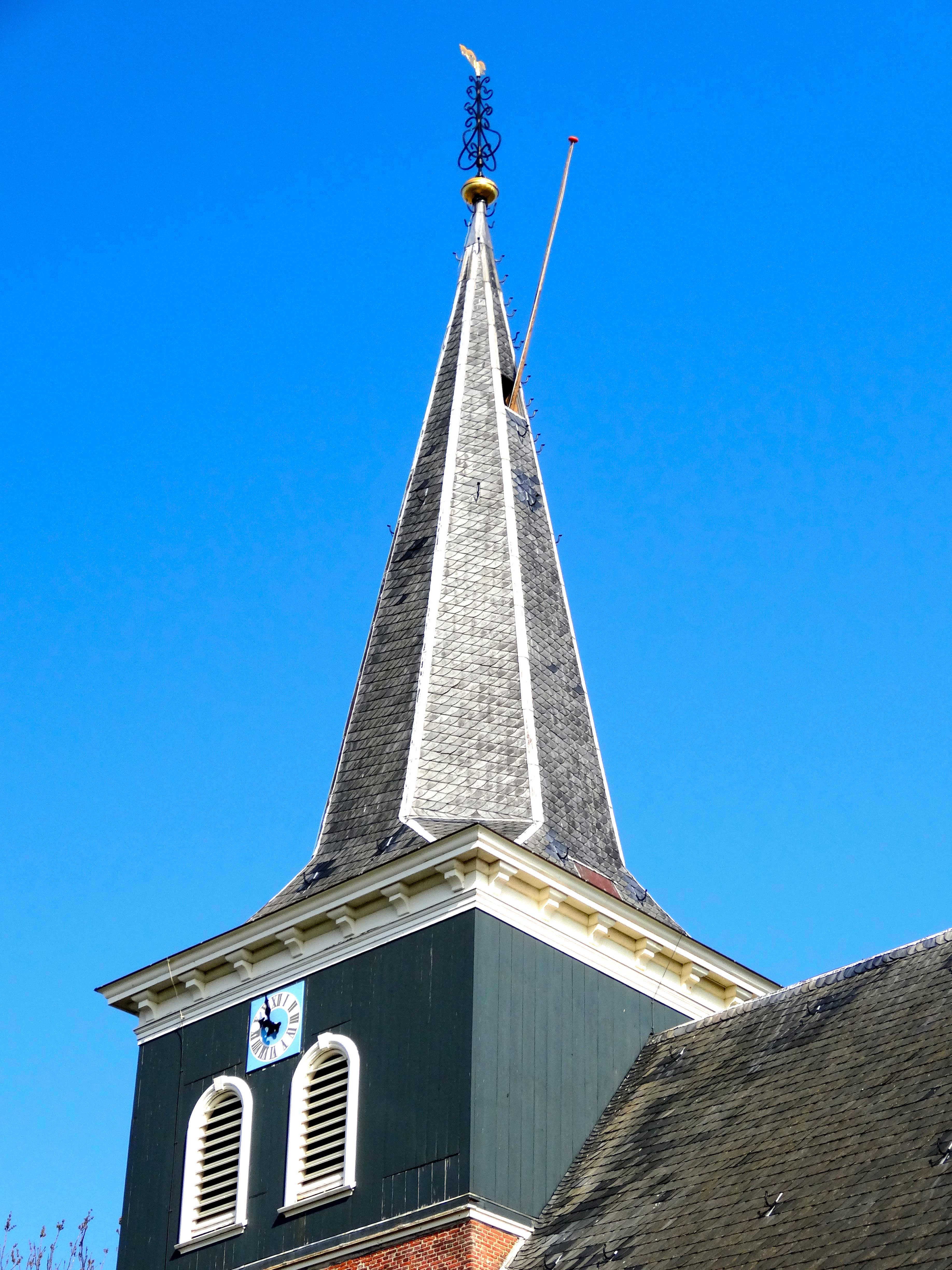
Torenspits van de Doniakerk
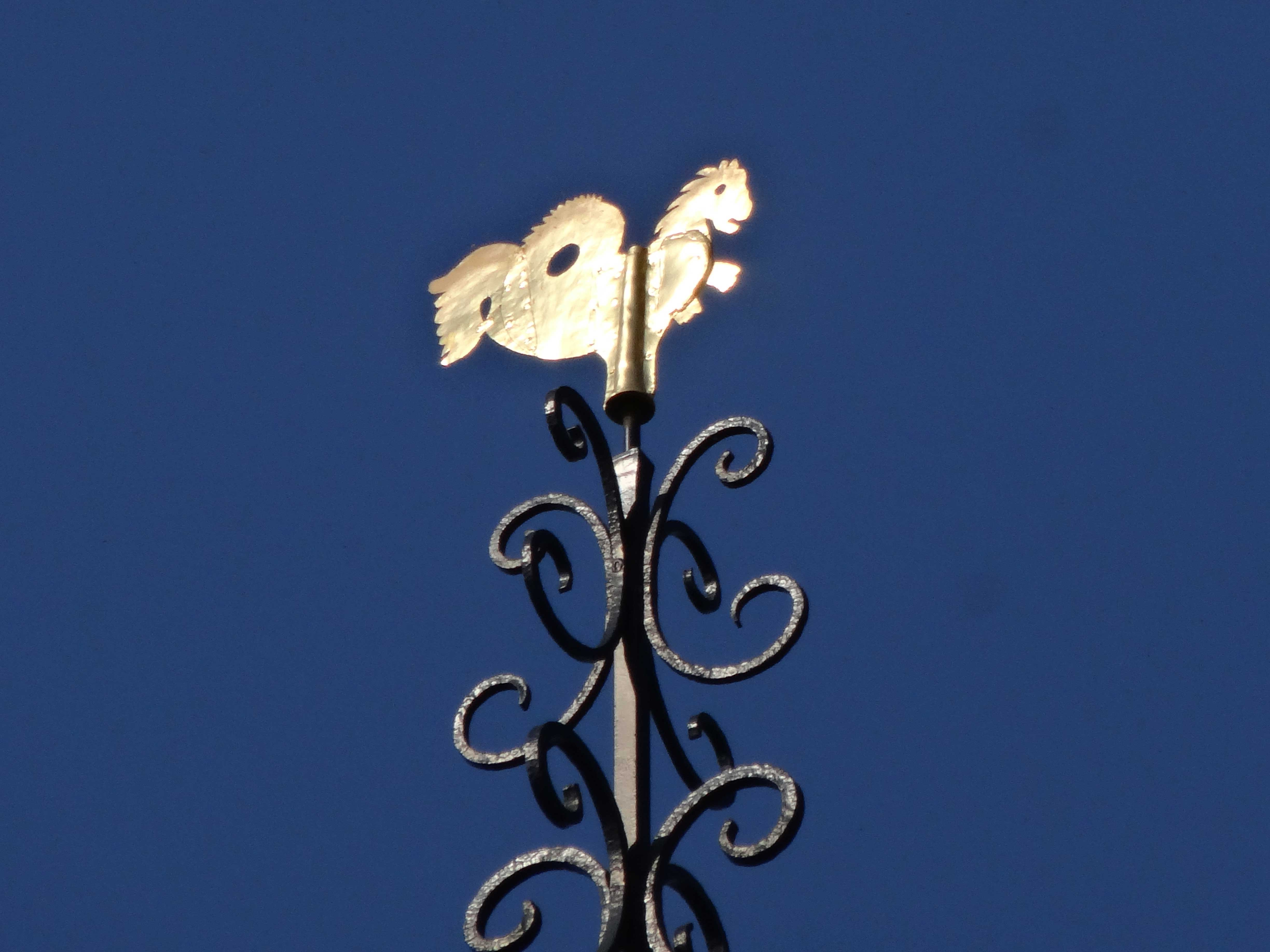
Windvaan in de vorm van een zeepaardje van de Doniakerk
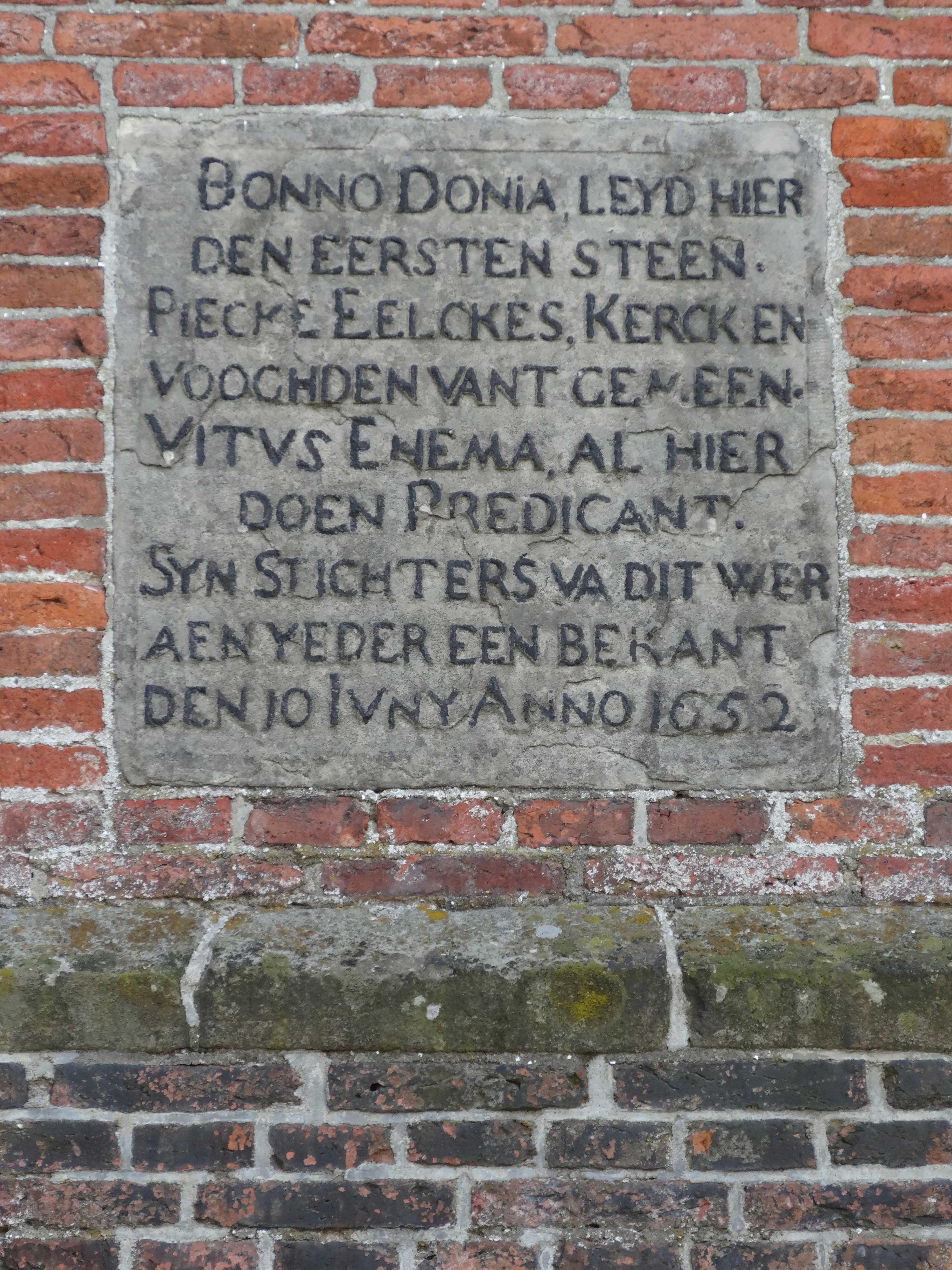
Stichtingssteen van de Doniakerk